# Titiana
Titiana falu Romániában, Maros megyében.

## Története
Nagysármás város része. A trianoni békeszerződésig Kolozs vármegye Nagysármási járásához tartozott.

## Népessége
2002-ben 39 lakosa volt, ebből 33 román és 6 magyar. A falu lakói közül  30-an ortodox hitűek, de több más felekezet is jelen van a településen.